# Mohamed Ali Toumi
Mohamed Ali Toumi (arabe : محمد علي التومي), né le 19 février 1974 aux Kerkennah, est un homme politique tunisien. Il est ministre du Tourisme et de l'Artisanat en 2020.

## Biographie

### Carrière professionnelle et politique
Détenant une maîtrise en gestion comptable de l'Institut supérieur de comptabilité et d'administration des entreprises, il dirige des agences de voyages puis crée la sienne. Il préside également la Fédération tunisienne des agences de voyages de 2011 à 2018.
Toumi rejoint le parti Al Badil Ettounsi après sa création en 2017 et devient son porte-parole. Le 27 février 2020, il est nommé ministre du Tourisme et de l'Artisanat dans le gouvernement d'Elyes Fakhfakh.
En février 2021, il devient secrétaire général d'Al Badil Ettounsi dans le cadre d'une restructuration du parti.

### Vie privée
Il est marié et père de deux enfants.